# 纽约自由党
纽约自由党（英語：Freedom Party of New York）是美国纽约州的一个左翼政党，由前黑豹党成员、纽约市议会议员查尔斯·巴伦于2010年6月17日创建。该党奉行黑人民族主义。